# Hürriyet Gücer
Hürriyet Gücer (sinh 25 tháng 10 năm 1981) là một cầu thủ bóng đá Thổ Nhĩ Kỳ, chơi ở vị trí tiền vệ phòng ngự cho Eskişehirspor.